# Gjáin
La valle Gjáin, che comprende piccole cascatelle, laghetti e elementi vulcanici, è situata nel sud dell'Islanda, come la cascata Háifoss.

## Geografia
Si trova a circa mezz'ora di cammino dalla storica fattoria Stöng.
Dalla località si può vedere il vulcano Hekla.

## Galleria d'immagini

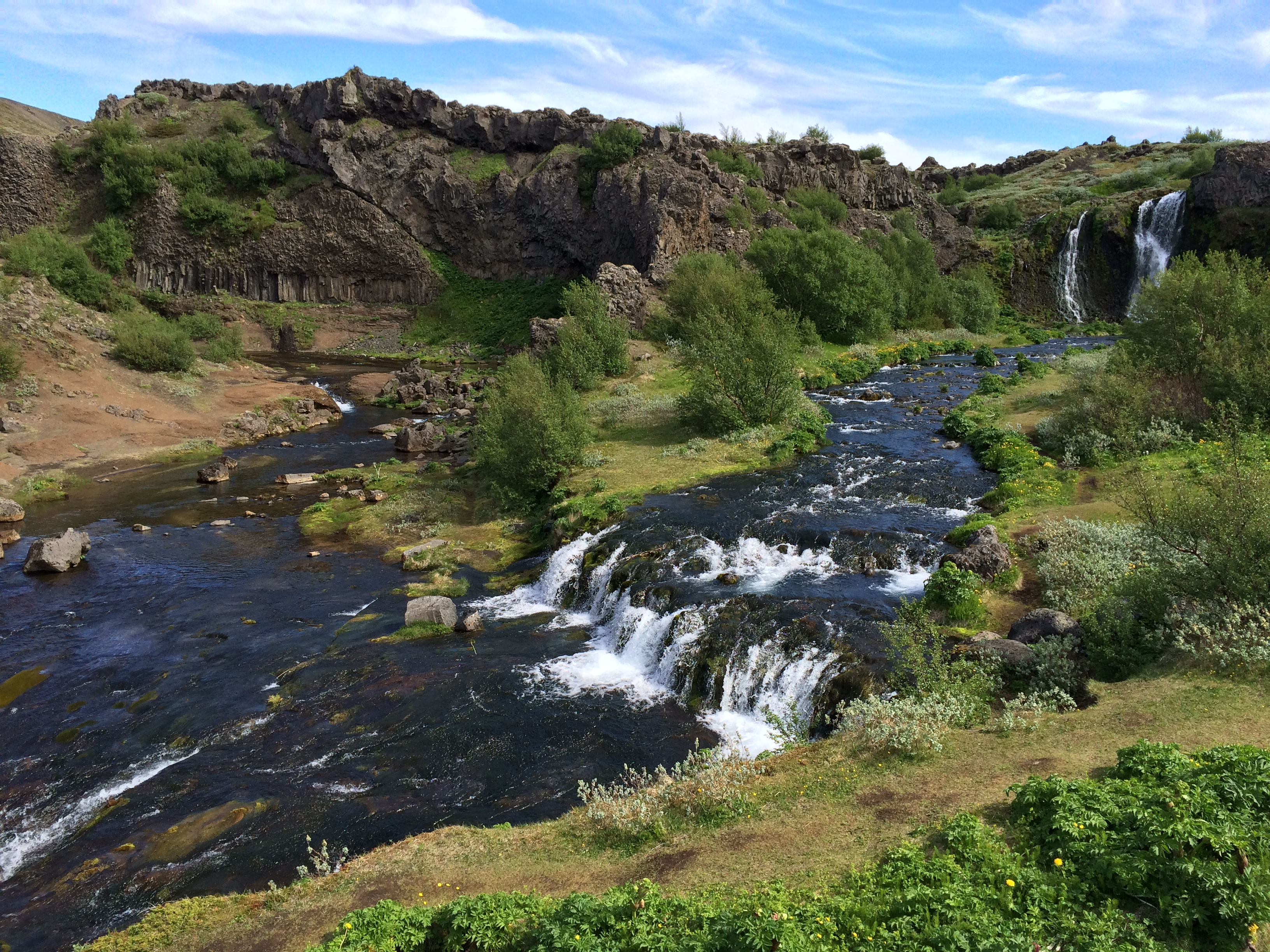
Gjáin